# تولید قهوه در ساحل عاج
تولید قهوه در ساحل عاج به خاطر اینکه قهوه دارای رتبه دوم کالای صادراتی در این کشور می‌باشد، برای اقتصاد ساحل عاج با اهمیت است. این کشور در دههٔ ۱۹۷۰ و دههٔ ۱۹۸۰، بزرگ‌ترین تولید کننده قهوه در آفریقا بود، و هم چنین در بین بزرگ‌ترین تولید کننده‌های قهوه روبوستا در دنیا قرار داشت. هرچند امروزه، رتبه‌های برتر تولید قهوه را برزیل و ویتنام در اختیار گرفته‌اند. این کشور در بین کشورهای تولید کننده برتر قهوه در دنیا، رتبه چهاردهم را در اختیار دارد.